# 1. B HVL 2016./17.
1.B HVL za 2016./17. je dvanaesto izdanje 1.B vaterpolske lige, drugog ranga hrvatskog prvenstva u vaterpolu. U ligi sudjeluje šest momčadi koji igraju dvokružnu ligu. Ligu je osvojio Bellevue iz Dubrovnika.

## Sudionici
- Bellevue - Dubrovnik
- KPK - Korčula
- Jadran - Kostrena
- Galeb Makarska rivijera - Makarska
- Delfin - Rovinj
- Siscia - Sisak

## Ljestvica
| mj. | klub                    | ut. | pob. | ner. | por | gol+ | gol- | bod |
| --- | ----------------------- | --- | ---- | ---- | --- | ---- | ---- | --- |
| 1.  | Bellevue                | 10  | 6    | 0    | 4   | 107  | 91   | 18  |
| 2.  | Delfin                  | 10  | 5    | 1    | 4   | 116  | 113  | 16  |
| 3.  | Jadran                  | 10  | 4    | 3    | 3   | 102  | 101  | 15  |
| 4.  | Galeb Makarska rivijera | 10  | 4    | 2    | 4   | 94   | 97   | 14  |
| 5.  | Siscia                  | 10  | 4    | 1    | 5   | 103  | 110  | 13  |
| 6.  | KPK Korčula             | 10  | 3    | 1    | 6   | 102  | 112  | 10  |

### Rezultati
| 1. kolo            | 1. kolo |
| ------------------ | ------- |
| 19. studenog 2016. |         |
| Bellevue - Jadran  | 2:8     |
| 20. studenog 2016. |         |
| Siscia - Galeb MR  | 8:4     |
| KPK - Delfin       | 17:11   |

| 2. kolo             | 2. kolo |
| ------------------- | ------- |
| 26. studenog 2016.  |         |
| Delfin - Jadran     | 9:10    |
| Galeb MR - Bellevue | 15:13   |
| KPK - Siscia        | 19:15   |

| 3. kolo            | 3. kolo |
| ------------------ | ------- |
| 10. prosinca 2016. |         |
| Siscia - Delfin    | 12:6    |
| Bellevue - KPK     | 13:5    |
| Jadrn - Galeb MR   | 13:11   |

| 4. kolo            | 4. kolo |
| ------------------ | ------- |
| 21. siječnja 2017. |         |
| Delfin - Galeb MR  | 11:8    |
| KPK - Jadran       | 9:7     |
| 22. siječnja 2017. |         |
| Siscia - Bellevue  | 11:8    |

| 5. kolo            | 5. kolo |
| ------------------ | ------- |
| 28. siječnja 2017. |         |
| Bellevue - Delfin  | 15:8    |
| Jadran - Siscia    | 15:14   |
| Galeb MR - KPK     | 8:8     |

| 6. kolo           | 6. kolo |
| ----------------- | ------- |
| 18. veljače 2017. |         |
| Delfin - KPK      | 16:12   |
| Galeb MR - Siscia | 11:8    |
| Jadran - Bellevue | 9:7     |

| 7. kolo             | 7. kolo |
| ------------------- | ------- |
| 4. ožujka 2017.     |         |
| Jadran - Delfin     | 10:10   |
| Bellevue - Galeb MR | 8:9     |
| Siscia - KPK        | 18:7    |

| 8. kolo           | 8. kolo |
| ----------------- | ------- |
| 18. ožujka 2017.  |         |
| Delfin - Siscia   | 19:10   |
| KPK - Bellevue    | 8:11    |
| Galeb MR - Jadran | 9:9     |

| 9. kolo           | 9. kolo |
| ----------------- | ------- |
| 25. ožujka 2017.  |         |
| Galeb MR - Delfin | 8:10    |
| Jadran - KPK      | 12:8    |
| Bellevue - Siscia | 9:5     |

| 10. kolo          | 10. kolo |
| ----------------- | -------- |
| 8. travnja 20167  |          |
| Delfin - Bellevue | 16:11    |
| Siscia - Jadran   | 12:12    |
| KPK - Galeb MR    | 9:11     |

## Najbolji strijelci
| golovi | igrač                  | klub        |
| ------ | ---------------------- | ----------- |
| 30     | Bojan Car              | Delfin      |
| 21     | Ivan Gledec            | Siscia      |
| 20     | Luka Lipej             | Siscia      |
| 18     | Frano Radovanović      | KPK Korčula |
| 18     | Ante Kuzmanić          | Galeb MR    |
| 18     | Luka Kaleb             | Galeb MR    |
| 18     | Karlo Nikola Smolčić   | Siscia      |
| 17     | Toni Paskojević        | Bellevue    |
| 17     | Igor Cuomo             | Jadran      |
| 15     | Tin Fabris             | KPK Korčula |
| 15     | Silvio Alberto Poropat | Delfin      |
| 15     | Josef Hrošik           | Bellevue    |
| 15     | Alen Brala             | Jadran      |

## Poveznice
- Prvenstvo Hrvatske u vaterpolu 2016./17.
- 3. HVL 2017.
- Hrvatski vaterpolski kup 2016./17.